# Grafton megye
Grafton megye az Amerikai Egyesült Államokban, azon belül New Hampshire államban található. Nevét Augustus Henry FitzRoy, Grafton 3. hercege után kapta, aki Nagy-Britannia miniszterelnöke volt 1768-1770 között. Megyeszékhelye Haverhill, legnagyobb városa Lebanon. Lakosainak száma 91 118 fő (2020. április 1.). Grafton megye Orange, Essex, Windsor, Caledonia, Carroll, Belknap, Merrimack, Sullivan és Coös megyékkel határos.

## Népesség
A megye népességének változása:
| Lakosok száma | 89 101 | 88 979 | 89 195 | 89 629 | 89 320 | 91 118 |
|               | 2010   | 2011   | 2012   | 2013   | 2015   | 2020   |